# Quinn Cook
Quinn Alexander Cook (Washington D. C.; 23 de marzo de 1993) es un baloncestista estadounidense que se encuentra sin equipo. Con 1,85 metros de estatura, juega en la posición de base.

## Trayectoria deportiva

### Universidad
Tras disputar en 2011 el prestigioso McDonald's All-American Game, jugó cuatro temporadas con los Blue Devils de la Universidad de Duke, en las que promedió 11 puntos, 2,7 rebotes y 3,6 asistencias por partido. En su última temporada fue incluido en el segundo mejor quinteto de la Atlantic Coast Conference, y elegido por Sporting News en el segundo mejor quinteto All-American. Es uno de los únicos siete jugadores de Duke que acabaron su carrera con más de 1.000 puntos y 500 asistencias.

#### Estadísticas
| Año     | Equipo | PJ  | PT | MPP  | %TC  | %3P  | %TL  | RPP | APP | ROB | TPP | PPP  |
| ------- | ------ | --- | -- | ---- | ---- | ---- | ---- | --- | --- | --- | --- | ---- |
| 2011–12 | Duke   | 33  | 4  | 11.7 | .405 | .250 | .776 | 1.0 | 1.9 | .4  | .1  | 4.4  |
| 2012–13 | Duke   | 36  | 34 | 33.6 | .416 | .393 | .877 | 3.8 | 5.3 | 1.4 | .1  | 11.7 |
| 2013–14 | Duke   | 35  | 22 | 29.8 | .432 | .371 | .827 | 2.2 | 4.4 | 1.3 | .0  | 11.6 |
| 2014–15 | Duke   | 39  | 39 | 35.8 | .453 | .395 | .891 | 3.4 | 2.6 | 1.0 | .0  | 15.3 |
| Total   | Total  | 143 | 99 | 28.2 | .432 | .375 | .853 | 2.7 | 3.6 | 1.1 | .1  | 11.0 |

### Profesional
Tras no ser elegido en el Draft de la NBA de 2015, disputó las ligas de verano con Oklahoma City Thunder y Cleveland Cavaliers, firmando en el mes de septiembre con los Cavs, pero fue despedido al mes siguiente tras disputar seis partidos de pretemporada.
El 30 de octubre fue fichado por los Canton Charge como jugador afiliado de los Cavs. Jugó una temporada en la que promedió 19,6 puntos y 5,4 asistencias por partido, liderando al equipo en ambos apartados. En febrero de 2016 fue elegido para disputar el All-Star Game en sustitución del lesionado DeAndre Liggins. Al término de la temporada fue elegido Rookie del Año, e incluido en el mejor quinteto de novatos y en el tercer mejor quinteto absoluto de la liga.
El 24 de septiembre de 2016 fichó por los New Orleans Pelicans de la NBA, pero fue despedido el 23 de octubre tras disputar tres partidos de pretemporada.
El 26 de febrero de 2017 fichó por diez días con los Dallas Mavericks de la NBA. Debutó en la liga en un partido ante Miami Heat, en el que consiguió dos puntos, dos rebotes y dos asistencias.
El 6 de julio de 2019 firmó con Los Angeles Lakers por 2 años y $6 millones. El 11 de octubre de 2020 se proclama campeón de la NBA por segunda vez en su carrera tras vencer a Miami Heat en la final de la NBA. 
El 19 de noviembre de 2020, los Lakers cortan a Cook pero, el 4 de diciembre, vuelven a contratarlo. El 23 de febrero de 2021, es cortado de nuevo. El 11 de marzo de 2021, acuerda un contrato de 10 días con Cleveland Cavaliers y otro el 22 de marzo, por lo que jugó 7 encuentros hasta final de temporada con los Cavs.
De cara a la temporada 2021-22, el 21 de septiembre de 2021, firma un contrato no garantizado con Portland Trail Blazers. Pero es cortado y, finalmente el 26 de octubre, se hace oficial su fichaje por el Lokomotiv Kuban de la VTB League. El 28 de diciembre rescinde el contrato, tras seis encuentros.
Tras su breve paso por Rusia, el 23 de febrero de 2022, firma hasta final de temporada con los Stockton Kings de la G League. Luego, el 8 de agosto, firma por un año con los Sacramento Kings, pero es cortado el 13 de octubre.

### Selección nacional
En 2009 participó con la selección júnior de Estados Unidos en el Campeonato FIBA Américas Sub-16 celebrado en Argentina y proclamándose campeón.

## Estadísticas de su carrera en la NBA
|  | Denota temporadas en las que su equipo fue Campeón de la NBA |

### Temporada regular
| Año     | Equipo       | PJ  | PT | MPP  | %TC  | %3P  | %TL  | RPP | APP | ROB | TPP | PPP |
| ------- | ------------ | --- | -- | ---- | ---- | ---- | ---- | --- | --- | --- | --- | --- |
| 2016-17 | Dallas       | 5   | 0  | 15.4 | .440 | .357 | .000 | .6  | 2.4 | .2  | .0  | 5.4 |
| 2016-17 | New Orleans  | 9   | 0  | 12.3 | .537 | .500 | .667 | .4  | 1.6 | .3  | .0  | 5.8 |
| 2017-18 | Golden State | 33  | 18 | 22.4 | .484 | .442 | .880 | 2.5 | 2.7 | .4  | .0  | 9.5 |
| 2018-19 | Golden State | 74  | 10 | 14.3 | .465 | .405 | .769 | 2.1 | 1.6 | .3  | .0  | 6.9 |
| 2019-20 | L.A. Lakers  | 44  | 1  | 11.5 | .425 | .365 | .786 | 1.2 | 1.1 | .3  | .0  | 5.1 |
| 2020-21 | L.A. Lakers  | 16  | 0  | 3.9  | .462 | .385 | .800 | .3  | .3  | .1  | .1  | 2.1 |
| Total   | Total        | 181 | 29 | 14.1 | .463 | .407 | .787 | 1.7 | 1.6 | .3  | .0  | 6.4 |

### Playoffs
| Año   | Equipo       | PJ | PT | MPP  | %TC  | %3P  | %TL   | RPP | APP | ROB | TPP | PPP |
| ----- | ------------ | -- | -- | ---- | ---- | ---- | ----- | --- | --- | --- | --- | --- |
| 2018  | Golden State | 17 | 0  | 10.3 | .448 | .226 | .824  | 1.4 | .6  | .2  | .1  | 4.8 |
| 2019  | Golden State | 17 | 0  | 11.4 | .400 | .324 | 1.000 | 1.1 | .7  | .2  | .1  | 4.2 |
| 2020  | L.A. Lakers  | 6  | 0  | 4.0  | .500 | .500 | 1.000 | .2  | .8  | .0  | .0  | 2.2 |
| Total | Total        | 40 | 0  | 9.8  | .429 | .290 | .864  | 1.1 | .7  | .2  | .1  | 4.1 |